# ربوبية

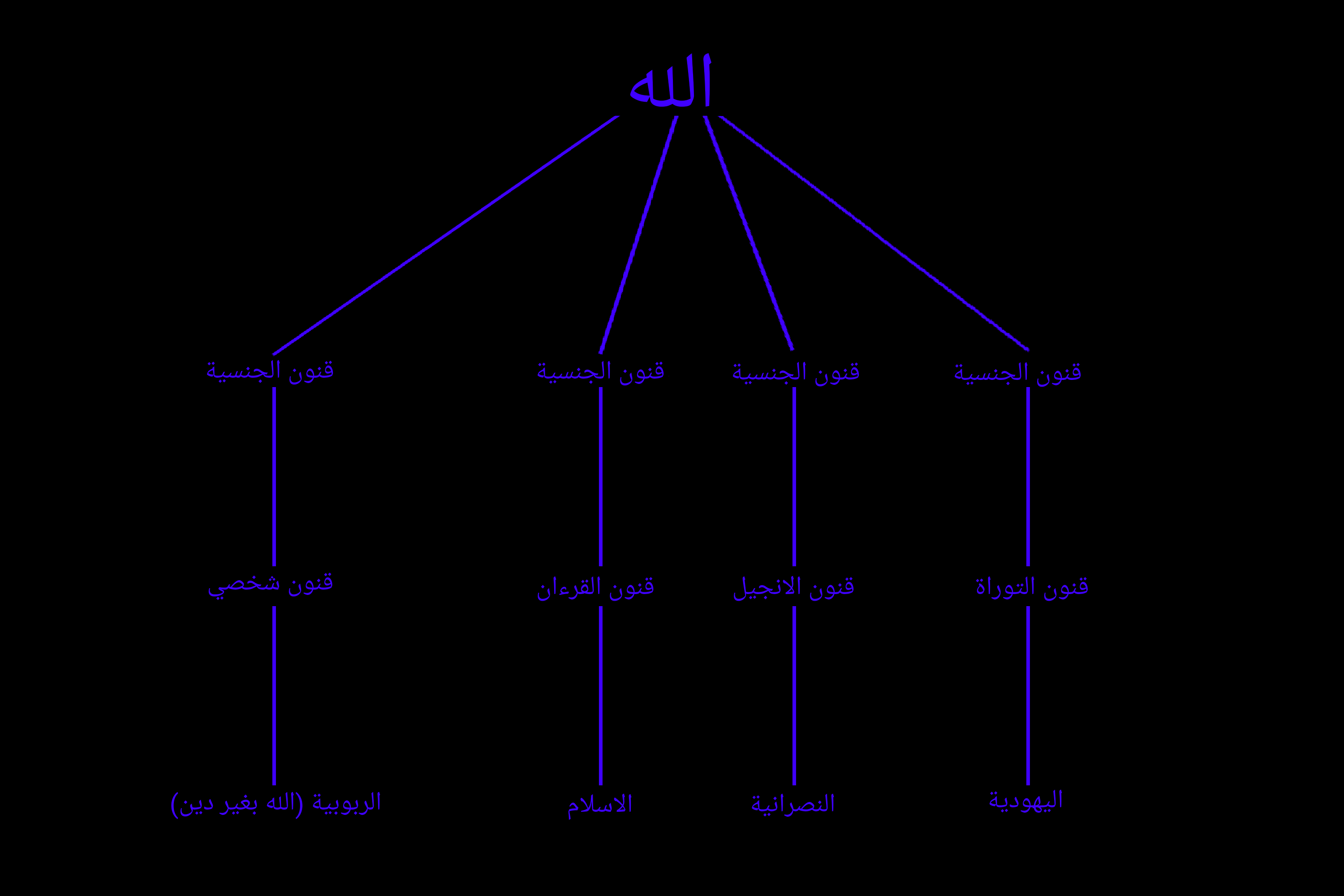

الربوبية (تعريب لكلمة Deism والمشتقة من الكلمة اللاتينية رب Deus)، هي مذهب فكري لاديني وفلسفي لاهوتي تؤمن بوجود خالق عظيم خلق الكون وبأن هذه الحقيقة يمكن الوصول إليها باستخدام العقل ومراقبة العالم الطبيعي وحده دون الحاجة إلى أي دين. معظم الربوبيين يميلون إلى رفض فكرة التدخل الإلهي في الشؤون الإنسانية كالمعجزات والوحي. الربوبية تختلف في إيمانها بالإله عن المسيحية واليهودية والإسلام والبهائية وباقي الديانات التي تستند على المعجزات والوحي حيث يرفض الربوبيون فكرة أن الإله كشف نفسه للإنسانية عن طريق كتب مقدسة. ويرى الربوبيون أنه لا بد من وجود خالق للكون والإنسان فيختلفون بذلك عن الملحدين أو اللاربوبيين بينما يتفقون معهم في اللادينية.
الربوبيون يرفضون معظم الأحداث الخارقة (كالنبوءات والمعجزات) ويميلون إلى التأكيد على أن الله أو «الرب» أو «المهندس العظيم الذي بنى الكون») لديه خطة لهذا الكون التي لا تغيير سواء بتدخل الله في شؤون الحياة البشرية أو من خلال تعليق القوانين الطبيعية للكون. ما تراه الأديان على أنه وحي إلهي والكتب المقدسة، يراه معظم الربوبيين على أنه تفسيرات صادرة عن البشر بدلا من مصادر موثوقة.
برزت الربوبية في القرنين السابع عشر والثامن عشر ولا سيما إبَّان عصر التنوير، وتحديدا في كل من المملكة المتحدة وفرنسا والولايات المتحدة وأيرلندا. كان معظم الربوبيين حينذاك قد ولِدوا ونشأوا تنشأةً مسيحية ولكنهم تركوا الدين بسبب عدة قضايا مثيرة للجدل ووجدوا أنه لا يمكنهم الإيمان بالثالوث المقدس أو ألوهية يسوع المسيح أو قصص المعجزات التي ورد ذكرها في الكتاب المقدس ثم انتشروا في العالم. الربوبية لم تشكل أي تجمعات في البداية ولكن مع الوقت أثَّرت الربوبية على الجماعات الدينية الأخرى تأثيرا قويا كالجماعة التوحيدية والجماعة الكونية التي تطورن متأثرين بالفكر الربوبي. لا تزال الربوبية حتى يومنا هذا موجودة في أشكال الربوبية الكلاسيكية والربوبية الحديثة.

## نظرة عامة
تعتبر الربوبية فلسفة تشمل مجموعة واسعة من الآراء لعلاقة الإله بالعالم الطبيعي. برزت الربوبية خلال الثورة العلمية في القرن السابع عشر في أوروبا ومارست تأثيرا قويا خلال عصر التنوير في القرن الثامن عشر. كان للربوبية تأثير كبير على طبيعة العالم المعاصر باعتبارها عقيدة لاهوتية.
الربوبية ترى أن الله لا يتدخل في سير العالم الطبيعي بأي شكل من الأشكال فخالق الكون تركه يعمل وفقًا لقوانين الطبيعة التي تم تكوينها عندما خلق كل شيء وبالتالي فإن الإله يصور على أنه متعال كليًا وليس جوهريا. يمكن للبشر حسب وجهة نظر الربوبيين معرفة الله فقط عن طريق العقل ومراقبة الطبيعة ولكن ليس عن طريق الوحي أو المظاهر الخارقة كالمعجزات. يمكن أن تشير الربوبية أيضا إلى مجموعة من المعتقدات الشخصية التي تشرح أو تفسر علاقة ودور الطبيعة من خلال وجهة نظر روحانية.

## ملامح الربوبية

### الانتقاد والبناء
يرى السير ليسلي ستيفن في كتابه (الفكر الإنجليزي في القرن الثامن عشر) أن هنالك نوعين من الملامح يشكلان أساس الربوبية وهما:
ملامح نقدية: وهي عبارة عن رفض جميع الأديان والنبوات والكتب السماوية والمعاجز وخوارق العادات والحوادث الغامضة.
ملامح بناءة: الإيمان بالله الخالق وأنه زود الإنسان بالعقل الذي من خلاله يستطيع أن يسير شؤونه، وأن الله يريد من الناس أن يتصرفوا بأخلاق طيبة.
تتفاوت اعتقادات الربوبيين في اليوم الآخر، فمنهم من يعتقد بأن الثواب والعقاب سيكون بعد الممات ومنهم من يعتقد أن ذلك يتم في دار الدنيا، كما تفاوتت آراء الربوبيين في تفاصيل الجوانب النقدية والبناءة، فمنهم من رفض النبوات والمعجزات ولكنه لا يزال يعتبر نفسه مسيحيا، ويرى بأن المسيحية الحقة خالية من العقائد الغامضة والخارقة وعقيدة الثالوث والنبوات، كما رفض بعض الربوبيين الجانب الإلهي في المسيح ولكنهم لا زالوا يحترمونه كمعلم للأخلاق والمثل، من أولئك توماس جفرسون الرئيس الثالث للولايات المتحدة الأمريكية والذي كتب «حياة وأخلاق يسوع الناصري» وهو تنقيحه الخاص للإنجيل أزال منه بعض ما رآه مضافا عليه كخوارق العادات والنبوات، ومن الربوبيين الذين يعتبرون أنفسهم مسيحيين هو ماتيو تيندال صاحب كتاب (المسيحية قديمة قدم الخلقة)، لقد رفض البعض الآخر الأكثر تطرفا من الربوبيين المسيحية وكان لهم موقف عدائي اتجاهها، وفي المقابل كان المسيحيون يتهمون الربوبيين بالإلحاد في كثير من الأحيان.
لاحظ أن الجوانب النقدية والبناءة هي جوانب في الربوبية وليست تقسيما لها، فليس هنالك ربوبي نقدي وآخر بناء. تتميز الربوبية بجوانبها النقدية عما عرف في القرن 17 باللاهوت الطبيعي وهو لاهوت يعتمد التجربة الحسية والعقل دون الوحي والتجارب الروحي. من الملامح الأساسية للربوبية هي أن الجوانب النقدية لم تطغ على الجوانب البناءة كما يقرر ذلك جراهام وارنج في كتابه «الربوبية والدين الطبيعي» (الميزة الغريبة في الجدل الربوبي هي قبول جميع الأطراف ظاهرا لقناعة وجود الله) وفي ذلك يقول باسيل ويلي (وصف م.بول هازارد حديثا ربوبيي هذا الزمان بأنهم «عقلانيون لديهم حنين إلى الدين»، رجال سمحوا لروح العصر بأن تفصلهم عن الاعتقاد التقليدي، ولكنهم أحبوا أن يعتقدوا بأن المنحدر الذي ساروا عليه لم يكن زلقا بمقدار كاف كي يقودهم إلى الإلحاد).

### الحجج على وجود خالق للكون
كثيرًا ما يؤخذ قانون نيوتن الأول الذي ينص على الآتي: «الجسم الساكن يبقى ساكنا ما لم تؤثر عليه قوة خارجية فتحركه، والجسم المتحرك بسرعة ثابتة في خط مستقيم يبقى على هذه الحالة ما لم تؤثر عليه قوة خارجية فتغير الحالة الحركية له. ويسمى أيضا هذا القانون بقانون القصور الذاتي» ومن هذا القانون تأتي الأسئلة الآتية فارضةً نفسها على عقولنا إذا فكرنا بهذا الموضوع عميقًا: كيف للكواكب أن تتحرك بشكل حلقي دائري حول الشمس، وكيف للأرض أن تدور حول نفسها إذا لم يكن هناك قوة ظاهرة تحركها أو تؤثر عليها؟
وقد يؤخذ أحيانًا «قانون حفظ الطاقة» والذي ينص على الآتي: «في أي نظام معزول الطاقة لا تفنى ولا تستحدث من عدم» ومن ذلك يأتي السؤال: من أين أتى وكيف نشأ واشتعل الهيدروجين (طاقة كيميائية) المكون للشمس والذي هو السبب الأول والرئيسي للطاقة الحرارية والضوئية في مجرة درب التبانة؟ إذا قيل أنه انقسم عن نجمة أكبر منه، فسيفرض السؤال الآتي نفسه: (كيف نشأ النجم الذي انقسمت الشمس عنه؟ ومن أين أتى؟) موسعًا باب النقاش والجدل في هذا الشأن.

## تناقضات في دعاوى الربوبيين
وجهة نظر أخرى ترى أن الربوبية متناقضة، إذ يقوم المذهب الربوبي على أصل الإيمان بخالق مصور لهذا الكون، واحد وأزلي، نظم عمل الكون بقوانين آلية مستغنية عن التوجيه والتعديل؛ كحال الساعة التي يصنعها صاحبها ثم يتركها إلى نظام عملها الذاتي.
فالإيمان بوجود الخالق، والإقرار بخلقه للكون، ثم الاعتقاد أنه لا يتدخل في الكون بعد أن خلقه أول مرة، وليس له أي صلة بما خلق، كحال الساعة التي يصنعها صاحبها ثم يتركها إلى نظام عملها الذاتي، هو تحييد واختزال للعقل، وهذا يتبين من وجوه:
- أن العقل أخلاقي، أدبي، عاطفي قيمي، غائي، إنساني، جمالي، كوني، وليس عقلا منطقيا حاسوبيا رياضيا آليا تجريبيا فقط؟! فالتصور الأوفق للعقل يؤسس لمطالب منطقية، وعملية، ونفعية، وأخلاقية. وفي هذه اللحظة سيدرك الربوبي أن كفره سياسي ونفعي، يختزل العقل ويحييدها ويتجاهلها بالكلية، وستكون مشكلته مع عقله - حلبة الصراع  الأكبر-.[10]
- يفرضون أن الإله يخلق دون سبب أو غاية! ومن يفعل شيئا دون سبب يوصف بالأبلة، فكيف يصفون إلههم بهذه الصفة؟ "[11]
- أصل قضية الربوبيين: أنهم ينكرون قومية الله على كل شيء، فأنكروا صفاته وأفعاله، وصاروا كمن يؤمن بالعدم، فإيمانهم لا إيمان.[11]
- لا يمتلك الربوبي دليلا مستقلا على ما يعتقده في هذا المذهب، فهو يتبع الظنون فقط.
- أن الرؤية الربوبية ما هي إلا تمسك بالنماذج الميكانيكية لعقلانية عصر التنوير، وهذه السيطرة للنموذج الميكانيكي على العقل تبرد مشاعر الحب، وتروج لخرافة انفصال العاطفة عن الفكر، حيث ترى المادة شيئا مستحقرا أرضيا، بينما الروح شيء مُتَسامٍ، ولا يوجد بينهما اتصال أو تنازل، لكن واقع الأمر أن الله هو خالق المادة والروح، وأن الله قال في كتابه:  «وَٱسۡجُدۡ وَٱقۡتَرِب» [ سورة العلق: 19]، والاقتراب يكون بالجسد والروح، فالرؤية المغلوطة تسببت في عقيدة مغلوطة، لذا عندما جاءت الحركة الرومانسية في قلب أوروبا انهارت المدرسة الربوبية الجافة، وقال توماس كارليل Thomas Carlyle كلمته الشهيرة: «إله الربوبيين إله غائب، يقعد بلا عمل منذ السبت الأول خارج أطراف كونه، ليراه يعمل».[12]

### المعتقدات عن خلود الروح
لا يتفق الربوبيون حول مذهب محدد عن خلود الروح وعن ما إذا كان الموت هو نهاية المطاف بالنسبة للبشر. فمنهم من يؤمن بوجود حياة بشكل ما بعد الموت ومنهم من لا يؤمن بذلك. ولكن الشيء الذي يتفق عليه الربوبيون هو استحالة الجزم بذلك لأن الإله العظيم لم يخبر الناس عن ذلك ولا يمكن الوصول ليقين حول هذا الشيء عن طريق العقل والمنطق المجرد.

### جون لوك
يعد نشر جون لوك (1632 - 1704) لعمله «مقالة تعني الفهم البشري» نقطة تحول هامة في تاريخ الربوبية.

### الربوبية في أوروبا
يرى المؤرخ بيتر غاي أن الربوبية في إنجلترا «انتشرت انتشارًا حسنًا. ففي الوقت الذي انحسرت فيه الربوبية في إنجلترا، فإنها قويت في فرنسا والدول الألمانية.»
استفردت فرنسا بتقليدها الخاص في الشكوكية الدينية والثيولوجيا الطبيعية والتي تجلت في مؤلفات مونتين وبيير بايل ومونتسكيو. وقد كان فولتير من أشهر الربوبيين الفرنسيين الذي قدَّر العلوم النيوتنية وتعزيز النزعات الربوبية بعدما أقام في إنجلترا عام 1726 لمدة سنتين.
وبرز أيضًا من بين الربوبيين الفرنسيين كل من ماكسميليان روبسبيار وجان جاك روسو. واعتمد عبادة الكائن الأسمى "(بالفرنسية: Culte de l'Être suprême)" وهي شكل من أشكال الربوبية وضعها روبسبيار وجُعِلت لفترة قصيرة من الزمن دين الدولة للجمهورية الجديدة خلال الثورة الفرنسية عوضًا عن المسيحية الكاثوليكية.
يعد مدى ارتباط كانط بالربوبية من القضايا المثيرة للسجال الأكاديمي. قدَّم الفيلسوف وباحث الكانطيات الأمريكي ألين وود حجةً تؤيد فكرة تبني كانط للفكر الربوبي في مؤلفه «فلسفة الدين عند كانظ مُعادًا النظر فيها» (1991)، بينما قدَّم أستاذ فلسفة الدين ستيفن بالمكويست حجةً ترفض فكرة تبني كانط للفكر الربوبي في مؤلفه «حل كانط الألوهي».

### الربوبية في الولايات المتحدة
تبنَّى الكثير من الآباء المؤسسين للولايات المتحدة الفكر الربوبي ومن أبرزهم جيمس ماديسون وتوماس بين الذي الذي نشر مؤلفه الشهير «عصر المنطق» وهو أحد أهم الأعمال التي ساعدت على التعريف بالفكر الربوبي في الولايات المتحدة وأوروبا، كما يُحتمل أن ألكسندر هاميلتون وإيثان ألين كانا ربوبيين أيضًا. وكان توماس بين قد خاطب في مؤلفه «عصر المنطق» عامة الناس فلم يكن كباقي المؤلفات الربوبية التي اقتصر جمهورها على النخب المتعلمة فقط؛ فاستخدم أسلوبًا مباشرًا مألفوفًا على الطبقات الكادحة اتسم بوضوح المغزى والمبنى مبتعدًا عن التكلف والتصنع. وبالنسبة لمدى انتشار الربوبية في صفوف عامة الناس في الولايات المتحدة فهي مسألة محط نقاش مستمر.

## فرعيّ الربوبية
يحمل الربوبيون المعاصرون آراء كثيرة عن الإله وعلاقته بالعالم، لكن نقطة اجتماع في الرأي هي الرغبة في استخدام السبب والتجربة والطبيعة للإيمان بشيء معين.
هناك عدد من فئات فرعية من الربوبية المعاصرة، من ضمنها الربوبية الكلية والكل في الرب والربوبية الروحية والربوبية العلمية والربوبية المسيحية والربوبية الإنسانية. فيرى بعضهم الإله في تكوين الطبيعة والكون وفي حياتهم (مصمم رئيسي). وبعضهم يرى الإله والكون في عملية مشتركة (محفز رئيسي). ويرى بعض الربوبيين الإله بطريقة كلاسيكية كمراقب للبشر ولكن لا يتدخل في حياتهم (مراقب رئيسي). ويرى الآخر الإله كروح محفزة (محرك رئيسي).

### ربوبية كلية
الربوبية الكلية تجمع عناصر من الربوبية مع عناصر من وحدة الوجود، الاعتقاد بأن الكون نفسه الإله. الربوبية الكلية تقول بأن الإله كان قوة واعية وتشعر صممت وخلقت الكون الذي يعمل بميكانيكيات تتطور متقدمة نحو الخليقة. أصبح بعدها الإله قوة غير واعية وكائن غير مستجيب عندما أصبح هو بذاته الكون. مع احتمال رجوع الكون يومًا ما إلى حالة الإله. وأول وجود للربوبة الكلية يرجع لعام 1787، مع قول غوتفريد غروب عن بلينيوس الأكبر بالألمانية:
يقول غوتفريد أن بلينيوس ليس من أتباع باروخ سبينوزا، لكن يمكن أن يدعى ربوبي كلي الذي طبيعة الإله بالنسبة له لا تنفصل عن العالم. هو الطبيعة بنفسها، هو الخليقة كلها، ويبدو أنها صممت مع لمسة ألوهية.

### الكل في الرب
مفهوم الكل في الرب يجمع الربوبية مع وحدة الشهود، حيث يعتقد المؤمنون بالكل في الرب أن الكون جزأ من الإله، ولكن ليس كله الإله. موضوع رئيسي في الكل في الرب هو «الميتافيزيقيا التجريبية» فكرة وجود عنصر غامض في إطار الكل في الرب، مما يتيح للباحث أن يختبر علاقة مع الإله من خلال الصلاة أو التأمل أو غيرها من الطرق الروحية. هذا فرع كبير يخرج عن الربوبية الكلاسيكية.

## وصلات خارجية
- الاتحاد العالمي للربوبيين، World Union of Deists. (بالإنجليزية)